# Górowo (województwo dolnośląskie)
Górowo (niem. Konradswaldau) – wieś w Polsce położona w województwie dolnośląskim, w powiecie trzebnickim, w gminie Prusice.

## Położenie
Górowo leży nad rzeczką Krępą.

## Podział administracyjny
W latach 1975–1998 miejscowość administracyjnie należała do województwa wrocławskiego.

## Nazwa
W księdze łacińskiej Liber fundationis episcopatus Vratislaviensis (pol. Księga uposażeń biskupstwa wrocławskiego) spisanej za czasów biskupa Henryka z Wierzbna w latach 1295–1305 miejscowość wymieniona jest w obecnej polskiej formie Gorowo.

## Historia
Na terenach należących do wsi odkryto cmentarzyska kultury łużyckiej z epoki brązu (około 1000-400 r. p.n.e.). Pierwsza wzmianka o miejscowości pochodzi z 1297 r., w której występuje właściciel wsi - rycerz Tyzcho i nazwa - Conradswalde sive Gorowo. W latach 1309–1310 podano, że prawo wyższego sądownictwa we wsi miał nieznany pan ze Smardzowa. W 1479 r. wieś była lokowana na prawie niemieckim. W 1585 r. w dokumentach wymienia się kaplicę protestancką, która była filią kościoła w Strupinie. W latach 1600–1772 właściciele wsi często zmieniali się. W 1780 r. stwierdzono we wsi: folwark, kościół, szkołę i 193 mieszkańców. W dalszych spisach wymienia się: pałac, 2 folwarki, szkołę, 2 wiatraki, gorzelnię, browar, 51 domów, 449 mieszkańców w tym 27 katolików. Od 1785 r. używano nazwy Konradswaldau. W późniejszych latach wieś rozbudowywała się w stronę Strupiny, wybudowano także drogę prowadzącą do Skokowy. W 1993 r. we wsi było 380 mieszkańców, szkoła, sklep, karczma i przystanek PKS. W 1998 r. zamknięto szkołę. W 2008 r. mieszkańców około 400, około 100 domów, 2 sklepy, przydrożny krzyż, świetlica i kapliczka. 

## Zabytki
Do wojewódzkiego rejestru zabytków wpisany jest:
- park, z drugiej połowy XIX w.

inne zabytki:
- pałac, zbudowany około 1800 r., przebudowany w 1871 r. Budynek na rzucie prostokąta piętrowy z poddaszem z dwoma węższymi skrzydłami. Obecnie pałac mocno zniszczony grozi zawaleniem
- dawny budynek szkoły podstawowej, zbudowany około 1900 r.
- dawny budynek plebanii, zbudowany około 1900 r.

zabytki nieistniejące:
- kościół zbudowany w 1585 r., odbudowywany kilkakrotnie po pożarach. Kościół nieużytkowany po 1945 r., został wyburzony w 1962 r.